# Inocybe splendens
Inocybe splendens är en svampart. Inocybe splendens ingår i släktet Inocybe och familjen Inocybaceae.

## Underarter
Arten delas in i följande underarter:
- phaeoleuca
- splendens